# Judith Resnik
Judith Arlene Resnik (Akron (Ohio), 5 april 1949 - Cape Canaveral (Florida), 28 januari 1986) was een Amerikaans ingenieur en astronaut voor NASA. Ze kwam om het leven bij de ramp met de spaceshuttle Challenger tijdens de STS-51-L-missie. Resnik was de tweede Amerikaanse vrouw in de ruimte en was ook de eerste Joods-Amerikaanse astronaut in de ruimte.

## Biografie
Judith Resnik werd in 1949 in Akron, Ohio geboren als dochter van een optometrist. Haar beide ouders waren van Joodse afkomst en geëmigreerd uit Oekraïne. Ze volgde haar middelbare opleiding aan de Firestone High School in Akron waar ze in 1966 afstudeerde in wiskunde. Daarnaast speelde ze klassieke piano. Resnik kreeg een studiebeurs voor een studie elektrotechniek aan de Carnegie Mellon University in Pittsburgh in 1970. Zij huwde datzelfde jaar met medestudent Michael Oldak. Het koppel scheidde in 1975. Resnik studeerde af aan de Carnegie Mellon University en promoveerde daarna in de elektrotechniek aan de Universiteit van Maryland, College Park.
Na haar studie en promotie ging Resnik aan de slag bij de Radio Corporation of America (RCS) als ontwerper. Later  werkte ze mee aan verscheidene NASA-projecten. Resnik werd in januari 1978 gerekruteerd voor het ruimtevaartprogramma van NASA. Haar eerste ruimtevlucht deed ze aan boord van het ruimteveer Discovery als missiespecialist tijdens de eerste vlucht van dit ruimteveer in de zomer van 1984 (missie STS-41-D). 
Ze was ook als missiespecialist aan boord van het ruimteveer Challenger toen die op 28 januari 1986 gelanceerd werd tijdens de STS-51-L-missie. Het ruimteveer ontplofte in de lucht 73 seconden na de lancering en Resnik en haar zes medereizigers kwamen daarbij om.
Resnik kreeg een aantal postume onderscheidingen en een krater op de maan kreeg de naam Resnik. De IEEE Judith Resnik Award for Space engineering wordt sinds 1986 jaarlijks uitgereikt door het Institute of Electrical and Electronics Engineers. Ook planetoïde (3356) Resnik is naar haar vernoemd. 